# Villers-sur-Saulnot
Villers-sur-Saulnot là một xã ở tỉnh Haute-Saône trong vùng Franche-Comté phía đông Pháp. Xã có diện tích 2,37 km², dân số năm 2006 là 157 người. Khu vực này có độ cao từ 365-500 mét trên mực nước biển.